# Kostel svatého Havla (Rožďalovice)
Kostel svatého Havla v Rožďalovicích na Nymbursku je mohutná dvouvěžová barokní stavba, vystavěná v letech 1726 až 1733. Od roku 1958 je spolu s budovou děkanství chráněn jako kulturní památka České republiky.

## Historie
Na místě dnešního chrámu stál dříve menší gotický kostel, hrabě Václav Josef z Valdštejna však usiloval o stavbu výstavnějšího svatostánku. Rod Valdštejnů proto připomíná erb umístěný nad jeho vchodem. Nový kostel byl dostavěn v roce 1733, kdy byl rovněž vysvěcen.

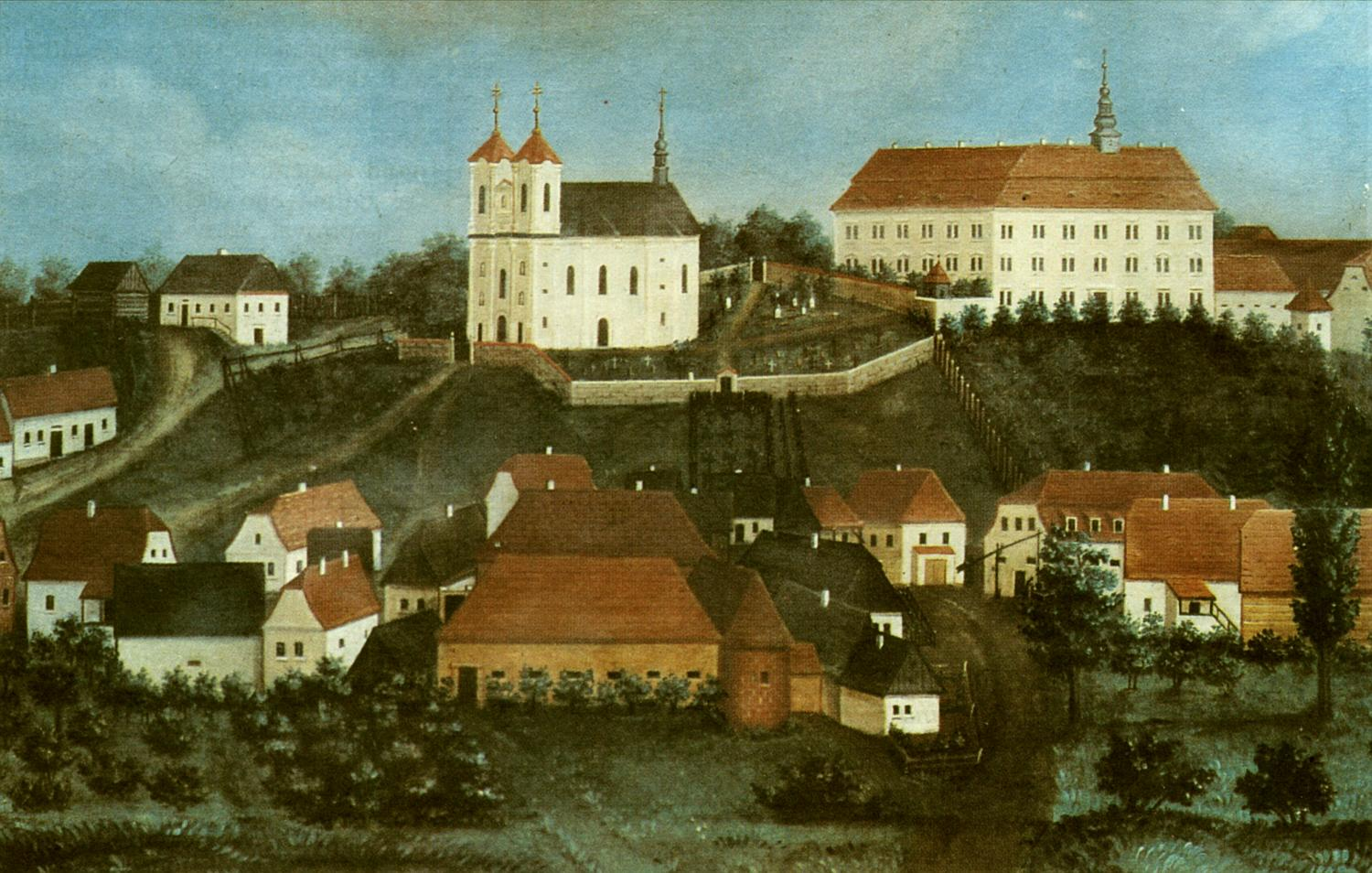
Pohled na Rožďalovice, 1825

V letech 1836–1838 prošel kostel výraznou rekonstrukcí. Další úpravy prodělal roku 1912 a poté ještě během druhé světové války. Kostel býval obklopen hřbitovem, z nějž se do dnešních dní zachovalo jen několik náhrobků z první poloviny 19. století.
Duchovní správci kostela jsou uvedeni na stránce: Římskokatolická farnost – děkanství Rožďalovice.

## Popis
Hlavní průčelí, orientované na jih, zdobí pilastry a portály, štít je zakončen trojúhelníkovým tympanonem. Ve výklencích na fasádě kostela jsou umístěny sochy sv. Josefa, sv. Zikmunda, sv. Petra a Pavla, sv. Barbory, sv. Václava a sv. Jana Nepomuckého.
Nejstarším dochovaným předmětem je zřejmě cínová křtitelnice z r. 1457. Z roku 1586 pochází náhrobek Johany Křinecké z Ronova z r. 1586. Hlavní oltář kostela byl vyroben roku 1725.
Barokní varhany pocházejí z doby před rokem 1750, byly sem přivezeny ze zrušeného augustiniánského kláštera v Lysé nad Labem.

### Zvony
V severní věži se nacházejí:
- zvon odlitý Janem Pricqueyem v roce 1684
- zvon odlitý Ondřejem Ptáčkem v roce 1479.

## Bohoslužby
Pravidelné bohoslužby se konají v neděli v 9:00 a ve čtvrtek v 17:00 hodin.